# Пушистохвостая кроличья крыса
Пушистохвостая кроличья крыса, или чернохвостая крыса (лат. Conilurus penicillatus) — вид грызунов семейства мышиных.
Длина тела от 15 до 22 см, длина хвоста от 18 до 23 см, длина стопы от 40 до 45 мм, длина ушей от 25 до 30 мм, масса до 190 г. Мех тонкий и жёсткий. Окраска спины серовато-коричневая, с длинными черноватыми волосками, в то время как брюхо и задние ноги беловатые. Уши умеренно большие. Ноги вытянутые, тонкие. Хвост длиннее головы и тела, серовато-коричневого цвета на верхней половине, в то время как остальная часть белого цвета, с пучком белых волосков на конце.
Вид распространён в Австралии и на острове Новая Гвинея (Папуа — Новая Гвинея). В Австралии ранее встречался на большей части муссонных северных районов, включая прибрежные острова (например, Грут-Айленд). В настоящее время этот вид встречается в 20 % исторического ареала. Он ограничен на материке узкой полосой побережья шириной около 30 км в Западной Австралии и Северной территории.
В Папуа — Новой Гвинее встречается у двух близлежащих населённых пунктов (Penzara Village и Morehead) в Юго-Западной провинции, где выделен в отдельный подвид — С. с. randi, имеющий ограниченное распространение.
Вид обитает в эвкалиптовом лесу и саванне с травянистым или кустарниковым подлеском, также встречается на прибрежных лугах на высоте до 60 метров над уровнем моря. Ведёт ночной, полудревесный образ жизни. Рацион питания состоит в основном из семян (особенно трав), а также плодов, беспозвоночных, листьев и травы.
Период размножения начинается в конце сезона дождей и начале сухого сезона, и длится с марта по октябрь. Животные строят гнёзда в дуплах деревьев, среди густой листвы. После 36 дней беременности самки рождают от 1 до 4 (чаще 3) детёнышей. В возрасте 20 дней они становятся самостоятельными. В год бывает несколько помётов. В качестве укрытий используют дупла деревьев.
Подвиды:
- C. p. penicillatus: побережье Западной Австралии и Северной территории, острова Inglis, Батерст, Грут-Айленд и Bentinck, в Квинсленде;
- C. p. melibius (Thomas, 1921): остров Мелвилл;
- C. p. randi (Tate & Archbold, 1938): юго-запад Папуа — Новой Гвинеи.